# Robert E. Lamb
Robert E. Lamb (Atlanta, 17 novembre 1936) è un diplomatico statunitense.

## Biografia
Nel 1962 consegue il Bachelor of Arts all'Università della Pennsylvania. Entrato a far parte dell'Ufficio Esteri, percorre la carriera diplomatica fino a diventare direttore finanziario e responsabile dell'Ufficio Passaporti dell'Amministrazione degli Affari Consolari.
Dal 19 settembre 1983 al 1º luglio 1985, durante la presidenza di Reagan, ricopre la carica di direttore gestionale e amministrativo del Dipartimento di stato americano, diventando due anni dopo responsabile dell'Ufficio per la Sicurezza Diplomatica. Il Presidente eleva la carica di capo della Sicurezza Diplomatica al rango di sottosegretario del Dipartimento di Stato, costituendo in questo modo Lamb come il primo sottosegretario di Stato alla sicurezza diplomatica.
Lamb ricopre quest'incarico dal 19 giugno 1987 al 9 agosto 1989, quando George H. W. Bush lo invia a Cipro come ambasciatore degli Stati Uniti. Decide di presentare le proprie credenziali solamente il 30 novembre 1990, restando effettivamente nel ruolo fino al 24 ottobre 1993. L'anno seguente si ritira dal servizio diplomatico, e diviene il direttore esecutivo della Società Filatelica Americana nella municipalità di State College, in Pennsylvania. Durante la sua presidenza, la sede dell'associazione si trasferisce a Bellefonte, in una ex fabbrica storica della città.